# Ред-Клауд (Небраска)
Ред-Клауд (англ. Red Cloud) — місто (англ. city) в США, в окрузі Вебстер штату Небраска. Населення — 962 особи (2020).

## Географія
Ред-Клауд розташований за координатами 40°5′11″ пн. ш. 98°31′20″ зх. д. / 40.08639° пн. ш. 98.52222° зх. д. (40.086350, -98.522252).  За даними Бюро перепису населення США в 2010 році місто мало площу 2,64 км², уся площа — суходіл.

## Демографія
Згідно з переписом 2010 року, у місті мешкало 1020 осіб у 480 домогосподарствах у складі 267 родин. Густота населення становила 386 осіб/км².  Було 594 помешкання (225/км²).
Расовий склад населення:
| - 95,5 % — білих - 0,8 % — чорних або афроамериканців - 0,4 % — азіатів - 0,3 % — корінних американців - 1,2 % — осіб інших рас |

До двох чи більше рас належало 1,9 %. Частка іспаномовних становила 4,3 % від усіх жителів.
За віковим діапазоном населення розподілялося таким чином: 20,3 % — особи молодші 18 років, 48,5 % — особи у віці 18—64 років, 31,2 % — особи у віці 65 років та старші. Медіана віку мешканця становила 50,5 року. На 100 осіб жіночої статі у місті припадало 84,4 чоловіків;  на 100 жінок у віці від 18 років та старших — 83,1 чоловіків також старших 18 років.
Середній дохід на одне домашнє господарство  становив 41 555 доларів США (медіана — 32 917), а середній дохід на одну сім'ю — 56 175 доларів (медіана — 44 167). За межею бідності перебувало 22,1 % осіб, у тому числі 29,2 % дітей у віці до 18 років та 12,1 % осіб у віці 65 років та старших.
Цивільне працевлаштоване населення становило 413 особи. Основні галузі зайнятості: освіта, охорона здоров'я та соціальна допомога — 27,6 %, роздрібна торгівля — 15,0 %, сільське господарство, лісництво, риболовля — 12,6 %.